# Jerzy Borzęcki
Jerzy Borzęcki (ur. 1956 w Tomaszowie Lubelskim) – polsko-kanadyjski historyk, profesor Uniwersytetu Torontońskiego, wykładowca historii Rosji i Związku Sowieckiego.

## Życiorys
Ukończył studia w zakresie historii na Uniwersytecie Torontońskim, a także obronił tam doktorat. Odbył również dwuletnie studia podyplomowe na Uniwersytecie Yale. Jest uczniem Piotra Wróbla i Piotra Wandycza. Jego książka Pokój ryski 1921 roku i kształtowanie się międzywojennej Europy Wschodniej była w 2012 nominowana do Nagrody im. Jerzego Giedroycia.

## Wybrane publikacje
- (redakcja) Marceli Jan Nałęcz-Dobrowolski, Polonia kanadyjska w latach 1930-31 w raportach, wstęp i redakcja A.B. Pernal, Jerzy Borzęcki, "Związkowiec" (Toronto), 1987, z. 24, s. 6; z. 25, s. 6; z. 26, s. 6-7.
- The Union of Lublin as a Factor in the Emergence of Ukrainian National Consciousness, "The Polish Review" 41 (1996), z. 1, s. 37-61.
- Issues of Language and National Identity in the Population Censuses of the Polish-Russian Borderlands. Reexaminations and Comments, "The Polish Review" 44 (1999), z. 1, s. 29-46.
- A Pioneer, if Amateurish Book on Ethnic Cleansing of Poles in Volhynia and Eastern Galicia, "The Polish Review" 45 (2000), z. 4, s. 464-475.
- Niełatwy kompromis: granica ryska w świetle rokowań w Mińsku i Rydze (cz.1), "Arcana", Nr 58/59, 2004, s. 73-92.
- Rozmowy Piłsudskiego z Wojkowem. Fragmenty raportów, oprac. Piotr Wandycz i Jerzy Borzęcki, "Zeszyty Historyczne", z. 149, 2004, s. 10-22.
- Niełatwy kompromis: granica ryska w świetle rokowań w Mińsku i Rydze. (Cz. 2), "Arcana", Nr 61/62, 2005, s. 213-249.
- Wyzwolenie Wilna w kwietniu 1919 roku w świetle dokumentów Adiutantury Generalnej Naczelnego Dowództwa, oprac. Jerzy Borzęcki, "Przegląd Wschodni" 9 (2005/2006), z. 4, s. 839-865.
- Rozpoznanie zamiarów i działań wojsk sowieckich w Bitwie Warszawskiej 1920 r, "Zeszyty Historyczne", z. 169, 2009, s. 104-113.
- Soviet-Polish peace of 1921 and the creation of interwar Europe, New Haven: Yale University Press 2008, polski przekład: Pokój ryski 1921 roku i kształtowanie się międzywojennej Europy Wschodniej, tł. Jerzy Borzęcki, Warszawa: Polski Instytut Spraw Międzynarodowych 2012.
- Kiedy zaczęła się wojna polsko-sowiecka z lat 1919-1920? Rozważania z punktu widzenia polityczno-militarnego, "Dzieje Najnowsze" 45 (2013), z. 3, s. 25-37.
- Pokój ryski w historii Europy [w:] Zapomniany pokój. Traktat ryski - Interpretacje i kontrowersje 90 lat później, red. Sławomir Dębski, Warszawa: Centrum Polsko-Rosyjskiego Dialogu i Porozumienia, 2013, s. 77-96.
- Polityka Stanów Zjednoczonych wobec Polski w czasie wojen światowych i między nimi w ujęciu Piotra Wandycza [w:] Piotr Wandycz. Historyk, emigrant, intelektualista. Zbiór rozpraw, red. Marek Kornat, Sławomir M. Nowinowski, Rafał Stobiecki, Bydgoszcz: Oficyna Wydawnicza Epigram 2014, s. 103-142.
- Piłsudski's Unorthodox Capture of Wilno in Spring 1919. Risk-Taking, Good Fortune, and Myth-Making, "Journal of Slavic Military Studies" 28 (2015), z. 1, s. 133-155.